# Leon Adriaans
Leon A. Adriaans (Helmond, 18 januari 1944 – Sint-Michielsgestel, 1 februari 2004) was een Nederlands kunstschilder van hedendaagse kunst.

## Jeugd en opleiding
Adriaans was een zoon van Leo en Alberta Adriaans. Zijn vader was bedrijfsleider in een textielfabriek. Het gezin telde vijf kinderen. In september 1946 overleed Winus, het derde kind. Leon, die eigenlijk Leo heette, nam jaren daarna de naam Leowinus aan. In de jaren zestig werd dit door hem verkort tot Leon.
Tijdens de lagereschoolperiode werd zijn talent voor tekenen onderkend door onderwijzer Harry Crijns. Steenhouwer André Driessen stimuleerde Adriaans kunstenaar te worden. Zijn ouders stuurden hem echter naar de mulo.
Na een niet-voltooide mulo-opleiding werd Adriaans toegelaten tot de Kunstacademie in 's-Hertogenbosch, op voorwaarde dat hij in de avonduren alsnog het mulodiploma zou halen. Hij studeerde er van 1963-1967, maar raakte teleurgesteld in de heersende kunstopvattingen.

## Leven en artistieke ontwikkeling
In de artistieke ontwikkeling van Adriaans speelde de zogenaamde ‘zware Van Nelle club’ een belangrijke rol. De ‘club’ bestond uit kunstenaars die elkaar uit hun studietijd kenden, onder wie Henk van de Rijdt, John van de Rijdt, Richard Menken en Frans Schouten. Henk van de Rijdt bracht de groep in contact met de al wat oudere Jacques van der Heyden (alias JCJ Vanderheyden). Er werd geëxperimenteerd met beeld (video en film) en geluid. In de context van de ‘zware Van Nelle club’ ontwikkelde Adriaans zijn interpretatie van de arte povera. Hij werkte bij voorkeur met goedkoop en gemakkelijk te verkrijgen materiaal om dat te gebruiken als basis voor een nieuwe beeldtaal. Vanaf 1970 gebruikte Adriaans veelvuldig veevoederzakken als drager voor zijn schilderwerk. In het midden van de jaren zeventig pachtte Adriaans een stal en een weiland in het Sterrenbos op het landgoed Haanwijk, even ten zuiden van Den Bosch. Hier concretiseerde hij zijn liefde voor dieren. Behalve als kunstenaar begon Adriaans hier een leven als keuterboer. Zelf zag hij geen verschil tussen beide levenswijzen.
In het begin van 1975 had Adriaans zijn eerste expositie in het Utrechtse cultuurcentrum ’t Hoogt. Het werk dat daar te zien was, werd door hem getypeerd als: "Mijn allereerste tentoonstelling is begonnen. Centraal staat het zwart, het wit, en het lijden, de vrouw, mijn werk, het dier en het onbekende" (Van den Hoven, 2008, 64).
In 1977 trouwde Adriaans Twanneke le Brun. Ze woonden in het pand Achter de Tolbrug 10 in Den Bosch. Het echtpaar kreeg twee dochters.
In 1982 ontstond de eerste van een reeks van schilderijen, waarin de schilder als silhouet aanwezig is. Vaak is er een geel vlak dat geschilderd wordt door een geknield weergegeven figuur. De toepassing van het silhouet kan worden gezien als de weergave van een ‘vergeestelijkt’ beeld van de kunstenaar. De twee vaak aanwezige ramen fungeren als een metafoor voor de inspiratie die de kunstenaar bereikt.
In 1991 maakte Adriaans samen met Kees van den Boogaart de film De Echokamers van instinct en intuïtie. In de videoproductie wordt het verband gelegd tussen zijn beleving van de Brabantse keuterboerencultuur en zijn uitingen in de beeldende kunst. Deze beelden worden onderbouwd door historisch beeldmateriaal van en over hemzelf. De productie is niet alleen interessant vanwege de creatieve weergave van het werk en de persoon, maar ook vanwege de historische opbouw van experimenteel naar documentair gebruik van film/videomateriaal. Filmmateriaal dat hij samen met Henk van der Rijdt maakte tussen 1967 en 1982. De productie was onderdeel van de expositie in de Vleeshal te Middelburg (mei 1991). De film werd geen succes, maar werd wel opgenomen in het archief van MonteVideo, thans Li-MA in Amsterdam.
Door de inspanningen van de galerie Arti Capelli van Gerard Hendriks in Den Bosch raakte het werk van Adriaans buiten Nederland bekend. Via Hendriks ontstond contact met de Veldhovense notaris Dick Wachters, een van de belangrijkste verzamelaars van het werk van JCJ Vanderheyden. Wachters steunde Adriaans vervolgens financieel en inhoudelijk. Hij bewerkstelligde dat Adriaans ook op linnen ging schilderen. Zo ontstond in 1992 Velàsquez Room, een doek geïnspireerd op het schilderij Las Meninas van Diego Rodríguez de Silva y Velázquez uit 1656.
Wachters richtte in 1997 de Stichting Adriaans op om het beheer over het werk van Adriaans in goede banen te leiden. Daardoor konden diens schilderboeken uit het begin van de jaren tachtig worden veiliggesteld.

### De laatste jaren
Ondanks de groeiende waardering voor zijn werk kampte Adriaans met grote, deels persoonlijke, problemen in de periode 1990-2000. Hij deed jarenlang verwoede pogingen de gehele boerderij in het Sterrenbos te huren, maar de gemeente Den Bosch, de eigenaar van de boerderij had andere plannen met het gebied. De relatie met zijn vrouw en dochters stond in genoemde periode onder druk en Adriaans worstelde bovendien met een ernstig drankprobleem.
In 1997 overleed Twanneke aan de gevolgen van een hersenbloeding. Adriaans verwerkte deze zware slag in een reeks schilderijen: Verdriet, Ontmoeting met het eeuwig stille, Visioen van Aldilla en De val (Twanneke). Niet lang na de dood van zijn vrouw kreeg Adriaans een relatie met Monique Willems. Mede dankzij haar inspanningen gaf de gemeente Den Bosch hem in 2000 toestemming in de boerderij in het Sterrenbos te gaan wonen. Adriaans kreeg nieuw elan.
In 1998 verscheen dankzij de bemoeienissen van de Stichting Adriaans het boek Adriaans zonder land. De titel geeft aan hoezeer Adriaans in die periode uitzag naar een eigen stuk land buiten de stad. In 2002 maakte Pieter Verhoeff een documentaire over Adriaans onder de titel Eigen weg. De film werd door de NPS uitgezonden op 2 en 5 oktober 2002.
Adriaans overleed in 2004. Zijn laatste werk was Into Heaven, een doek van 30x30 waarop een poort te zien is met invallend geel licht.
Werk van hem bevindt zich onder meer in de collectie van het Kunstmuseum Den Haag, CODA in Apeldoorn, Noordbrabants Museum te ´s-Hertogenbosch, Centraal Kantoor Rabobank Utrecht, Hoofdkantoor ABN/AMRO in Amsterdam, De Bruin Collectie in Wassenaar, Stichting Artimo te Breda, Mr. Th. Wachters in Veldhoven en de Museum Voorlinden in Wassenaar.

## Over Leon Adriaans
- Gerrit van den Hoven, Leon Adriaans. Het leven schilderen is pakkend!, Uitgeverij De Zwaluw/Stichting Adriaans, Den Haag, 2008